# 羟基妥帕可卡因
羟基妥帕可卡因是一种有机化合物，分子式C15H19NO3，属于莨菪烷类生物碱，存在于古柯樹（学名：Erythroxylum coca）中。